# Хусейн Султан
Шах Хусейн Хотаки (? — 1738) — четвёртый и последний эмир Кандагара из династии Хотаки (1725—1738), сын Мир Вайса-хана. Писал стихи на пуштунском языке.

## Биография
Этнический пуштун (афганец) из рода Хотаки, племени Гильзаев. Сын Мир Вайса (1673—1715), первого эмира Кандагара и династии Хотаки (1709—1715).
В 1725 году после смерти своего брата, Мир Махмуд-шаха Хотаки (1697—1725), эмира Кандагара (1717—1725) и шаха Персии (1722—1725), Хусейн Хотак унаследовал титул эмира Кандагара в Афганистане. Его двоюродный брат, Мир Ашраф-хан Хотаки (1700—1730), в 1725 году унаследовал титул шаха Персии и правил большей частью Ирана из Исфахана.
В 1729 году иранский полководец и будущий шахиншах Персии Надир-шах окончательно разгромил Ашраф-хана Хотаки, который в 1730 году был убит в Белуджистане.
В 1730 году Хусейн Хотак оказал военную помощь афганскому племени абдали, восставшему в Герате против персидского владычества. Хусейн Хотак прислал из Кандагара в Герат несколько тысяч воинов под командованием Мухаммада Сейдал-хана. В феврале 1732 года персидская армия под началом Надир-шаха оккупировала осаждённый Герат.
В апреле 1737 года Надир-шах во главе персидской армии осадил Кандагар, обороной которого руководил Хусейн Хотак. 24 марта 1738 года персы взяли штурмом город, а Хусейн Хотак с группой сторонников укрылся в городской крепости. На следующий день, 25 марта 1738 года, он вынужден был капитулировать и сдаться Надир-шаху. Кандагар был включен в состав империи Надир-шаха.
По приказу Надир-шаха пленный Хусейн Хотак с остальными членами династии Хотаки был сослан в Мазандаран. Считается, что он и его семья были позже убиты во время резни афганцев, устроенной династией Зендов, на севере Ирана.
В 1747 году после гибели Надир-шаха на территории Афганистана была создана Дурранийская империя, предшествовавшая современному Афганистану.